# 593 Titania

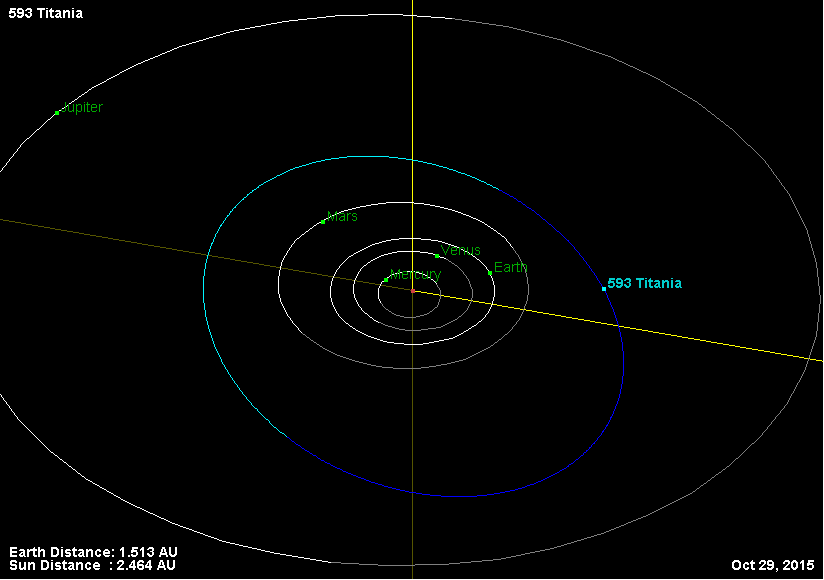

593 Titania è un asteroide della fascia principale del diametro medio di circa 75,32 km. Scoperto nel 1906, presenta un'orbita caratterizzata da un semiasse maggiore pari a 2,6977954 au e da un'eccentricità di 0,2179551, inclinata di 16,89235° rispetto all'eclittica.
Il suo nome fa riferimento a Titania, regina delle fate e moglie di Oberon. È un personaggio del Sogno di una notte di mezza estate di William Shakespeare.